# Älmhult
Älmhult – miejscowość (tätort) w południowej Szwecji, w regionie administracyjnym (län) Kronoberg. Siedziba władz (centralort) gminy Älmhult.
Miejscowość jest położona w południowo-zachodniej części prowincji historycznej (landskap) Smalandia, około 60 km na południowy zachód od Växjö przy drodze krajowej nr 23 i linii kolejowej Södra stambanan.
W 1953 Ingvar Kamprad, pochodzący z najbliższych okolic miejscowości, otworzył w Älmhult sklep meblowy. W 1958 został tu otwarty pierwszy dom handlowy IKEA.
W 2010 Älmhult liczył 8955 mieszkańców.